# Samy Mmaee
Samy Mmaee A Nwambeben (em árabe: سامى ماي; Halle, 8 de setembro de 1996), ou apenas Samy Mmaee, é um futebolista belga naturalizado marroquino que atua como zagueiro. Atualmente, defende o Dínamo Zagreb e a Seleção Marroquina.

## Biografia

### Início de vida
Samy Mmaee A Nwambeben nasceu em Halle, na Bélgica, em 8 de setembro de 1996, irmão de Ryan, Jack e Camil, todos jogadores de futebol, sendo que Ryan também joga pela seleção marroquina.[carece de fontes?]

### Carreira

#### Clubes
Mmaee ingressou no Standard Liège em 2013 vindo de Gent. Em 25 de julho de 2014, ele fez sua estreia na Pro League Belga com o Standard Liège contra o Charleroi.
Mmaae foi contratado pelo Nemzeti Bajnokság I no clube Ferencvárosi TC em 2021.

## Honras
Padrão Liège
- Copa da Bélgica: 2015–16[carece de fontes?]

Ferencvàros
- Nemzeti Bajnokság: 2020–21 , 2021–22[carece de fontes?]
- Magyar Kupa: 2021–22[carece de fontes?]